# Deane Montgomery
Deane Montgomery   (Weaver, 2 de setembre de 1909 - Chapel Hill, 15 de març de 1992) va ser un matemàtic estatunidenc.
Montgomery va néixer en una petita població de Minnesota on els seus pares eren grangers. Va estudiar a la universitat Hamline de Saint Paul en la qual es va graduar el 1929 i el 1930 va obtenir el màster. El 1933 es va doctorar a la universitat d'Iowa amb una tesi dirigida per Edward Wilson Chittenden. Després de realitzar diverses estances de recerca a la Universitat Harvard, a la universitat de Princeton i a l'Institut d'Estudis Avançats de Princeton, va treballar al Smith College, en el qual va ser successivament professor ajudant (1935-1938), professor associat (1938-1941) i professor titular (1941-1946). Durant aquest període, també va ser becari Guggenheim a l'Institut d'Estudis Avançats i professor visitant a la universitat de Princeton. Després de dos anys a la Universitat Yale com a professor associat (1946-1948), va tornar a l'Institut d'Estudis Avançats, en el qual va romandre fins al 1980, moment en què es va convertir en emèrit. El 1988 es va traslladar amb la seva dona a Chapel Hill on vivia la seva filla i on va morir el 1992. Va ser president de la Societat Americana de Matemàtiques (1961-1962) i de la Unió Matemàtica Internacional (1975-1978).
Montgomery es va especialitzar en l'estudi dels grups d'automorfisme i va tenir una immensa influència, introduint noves idees o enriquint-ne d'antigues per crear noves teories. És recordat, sobre tot, pel seu paper, juntament amb Leo Zippin, en la resolució del cinquè problema de Hilbert.